# Liste von Sakralbauten in Großrinderfeld
Die Liste von Sakralbauten in Großrinderfeld nennt Kirchengebäude und sonstige Sakralbauten im Gemeindegebiet von Großrinderfeld im Main-Tauber-Kreis in Baden-Württemberg.

## Sakralbauten in Großrinderfeld

### Christentum
Die katholischen Sakralbauten im Gemeindegebiet von Großrinderfeld gehören zur Seelsorgeeinheit Großrinderfeld-Werbach im Dekanat Tauberbischofsheim. Im Gemeindegebiet von Großrinderfeld bestehen keine evangelischen Sakralbauten. Die Protestanten der Gemeinde Großrinderfeld besuchen unter anderem die nächstgelegene Evangelische Kirche in Wenkheim bei Werbach.

#### Kirchengebäude
| Name                    | Konfession | Ort            | Bild | Koordinaten                |
| ----------------------- | ---------- | -------------- | ---- | -------------------------- |
| St. Johannes der Täufer | r.-k.      | Gerchsheim     |      | 49° 42′ 23″ N, 9° 47′ 3″ O |
| St. Laurentius          | r.-k.      | Ilmspan        |      | 49° 40′ 1″ N, 9° 47′ 28″ O |
| St. Michael             | r.-k.      | Großrinderfeld |      | 49° 39′ 57″ N, 9° 44′ 5″ O |
| St. Vitus               | r.-k.      | Schönfeld      |      | 49° 40′ 36″ N, 9° 48′ 8″ O |

#### Kapellen
| Name                       | Konfession | Ort            | Bild | Koordinaten                 |
| -------------------------- | ---------- | -------------- | --- | --------------------------- |
| Friedhofskapelle           | r.-k       | Großrinderfeld | | 49° 40′ 2″ N, 9° 43′ 56″ O  |
| Friedhofskapelle           | r.-k       | Ilmspan        | Bild gesucht Die Wikipedia wünscht sich an dieser Stelle ein Bild vom hier behandelten Ort. Falls du dabei helfen möchtest, erklärt die Anleitung , wie das geht. BW | 49° 39′ 53″ N, 9° 47′ 23″ O |
| Maria Königin des Friedens | r.-k       | Gerchsheim     | | 49° 42′ 8″ N, 9° 47′ 12″ O  |
| Marienkapelle              | r.-k       | Hof Baiertal   | | 49° 41′ 1″ N, 9° 43′ 40″ O  |

#### Kreuzweg
Der folgende Freilandkreuzweg besteht im Gemeindegebiet von Großrinderfeld:
| Name     | Konfession | Ort        | Bild | Koordinaten                |
| -------- | ---------- | ---------- | ---- | -------------------------- |
| Kreuzweg | r.-k.      | Gerchsheim |      | 49° 42′ 9″ N, 9° 47′ 10″ O |

#### Mariengrotten
Folgende Mariengrotten beziehungsweise Lourdesgrotten bestehen im Gemeindegebiet von Großrinderfeld:
| Name         | Konfession | Ort            | Bild | Koordinaten                |
| ------------ | ---------- | -------------- | ---- | -------------------------- |
| Mariengrotte | r.-k.      | Großrinderfeld |      | 49° 40′ 4″ N, 9° 43′ 57″ O |
| Mariengrotte | r.-k.      | Schönfeld      |      | 49° 40′ 35″ N, 9° 48′ 8″ O |

#### Friedhöfe
In den vier Gemeindeteilen Gerchsheim, Großrinderfeld, Ilmspan und Schönfeld sowie in der Kleinsiedlung Hof Baiertal besteht jeweils ein christlicher Friedhof:
| Name     | Ort            | Bild | Koordinaten                 |
| -------- | -------------- | --- | --------------------------- |
| Friedhof | Großrinderfeld | | 49° 40′ 2″ N, 9° 43′ 58″ O  |
| Friedhof | Gerchsheim     | Bild gesucht Die Wikipedia wünscht sich an dieser Stelle ein Bild vom hier behandelten Ort. Falls du dabei helfen möchtest, erklärt die Anleitung , wie das geht. BW | 49° 42′ 35″ N, 9° 47′ 13″ O |
| Friedhof | Ilmspan        | Bild gesucht Die Wikipedia wünscht sich an dieser Stelle ein Bild vom hier behandelten Ort. Falls du dabei helfen möchtest, erklärt die Anleitung , wie das geht. BW | 49° 39′ 53″ N, 9° 47′ 23″ O |
| Friedhof | Schönfeld      | Bild gesucht Die Wikipedia wünscht sich an dieser Stelle ein Bild vom hier behandelten Ort. Falls du dabei helfen möchtest, erklärt die Anleitung , wie das geht. BW | 49° 40′ 34″ N, 9° 48′ 10″ O |
| Friedhof | Hof Baiertal   | | 49° 41′ 1″ N, 9° 43′ 43″ O  |

### Judentum
Auf dem Gebiet der Gemeinde Großrinderfeld sind keine jüdischen Gemeinden, Synagogen oder jüdischen Friedhöfe bekannt.

### Islam
Im Gemeindegebiet von Großrinderfeld besteht keine Moschee. Die Muslime besuchen gewöhnlich die nächstgelegene Moschee Lauda.